# Großsteinbach
Großsteinbach osztrák község Stájerország Hartberg-fürstenfeldi járásában. 2017 januárjában 1256 lakosa volt.

## Elhelyezkedése

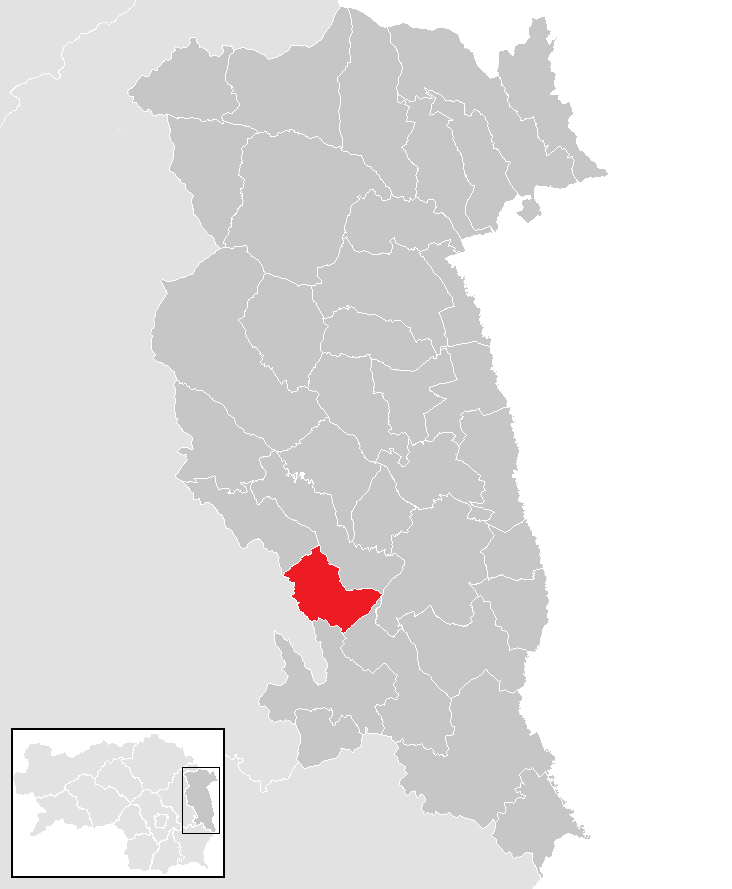
Großsteinbach a Hartberg-fürstenfeldi járásban

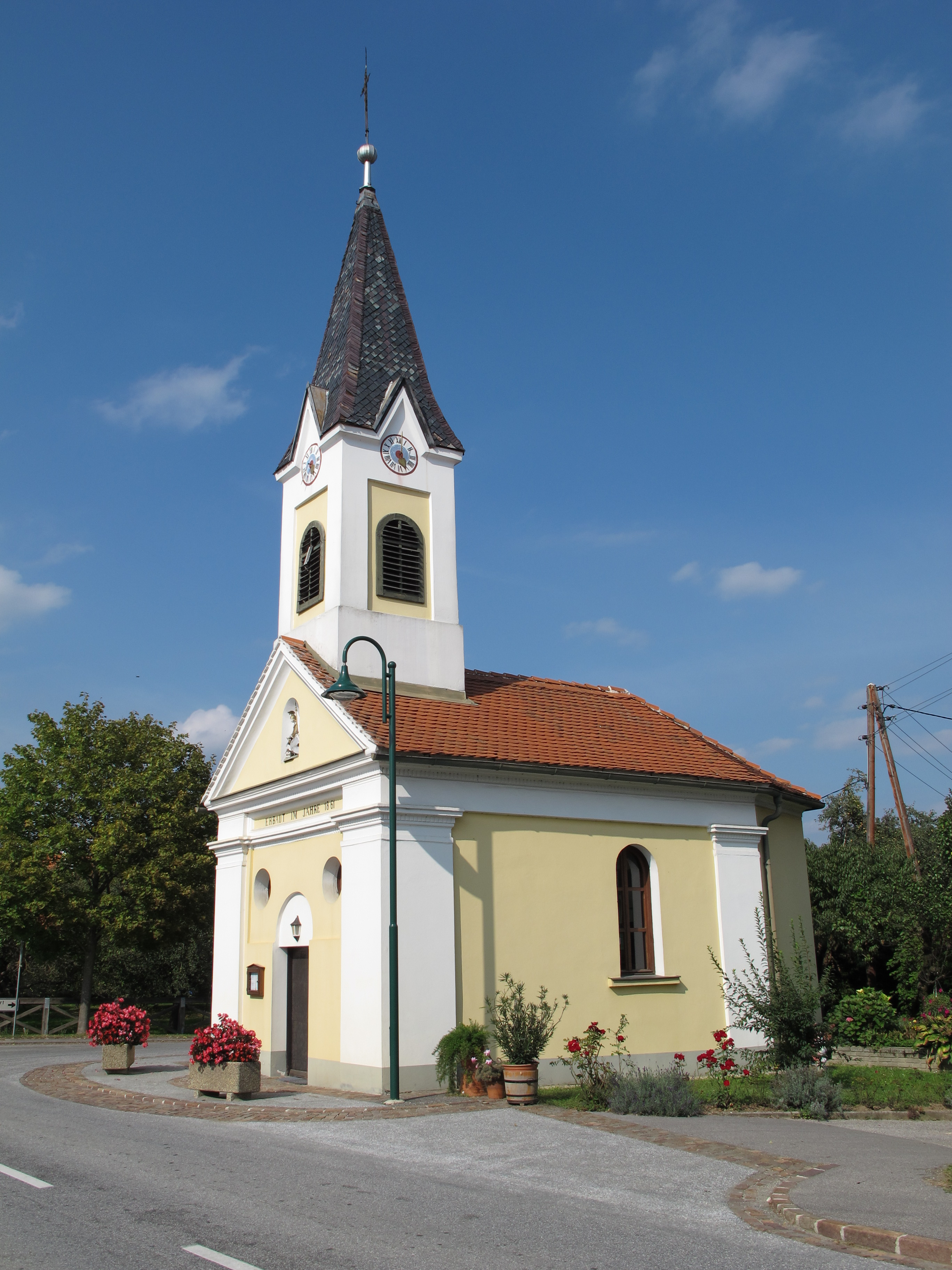
Kroisbach kápolnája

Großsteinbach a Kelet-stájerországi dombságon fekszik, a Feistritz folyó mentén. Az önkormányzat 3 települést egyesít:      Großhartmannsdorf (330 lakos), Großsteinbach (541 lakos) és Kroisbach an der Feistritz (385 lakos).   
A környező önkormányzatok: északnyugatra Feistritztal, északkeletre Hartl, keletre Bad Waltersdorf, délkeletre Großwilfersdorf, délre Ilz, nyugatra Gersdorf an der Feistritz.

## Története
Kroisbach és Großhartmannsdorf első említése 1218-ból származik, amikor Ulrich von Stubenberg, aki Lipót herceggel részt vett az ötödik keresztes hadjáratban, halála előtt a fölöstömi johannitáknak adományozta a két falut. Großsteinbach először a reini apátság 1395-i urbáriumában szerepel. A falvak a középkor során többször gazdát cseréltek, tartoztak a feistritzi, schielleiteni, herbersteini uradalmakhoz, illetve a waltersdorfi plébánia haszonbérletébe. "Stainpach" önálló plébániájáról 1400-ban írnak először.
A magyar határ közelében fekvő falvakat az évszázadok során többször feldúlták. 1418-ban mindhárom települést elpusztították a magyarok. Az 1469-es Andreas Baumkirchner-féle nemesi felkelés hadseregek vonulásával és a falvak kifosztásával járt. 1480 katasztrofális évében Mátyás magyar király seregei, sáskajárás és pestis egyszerre pusztította Kelet-Stájerországot. 1605-ben Bocskai hajdúi dúlták fel Großsteinbach-ot. 1704-ben a betörő kurucok kifosztották a környező falvakat, de - a helyi lakosok szerint az imádkozó körmenet hatására - a három település előtt északnak fordultak (a csodának tartott eseményt Blaindorf templomában festményen örökítették meg). 
A két világháborúban a három faluból összesen 125-en estek el. Ezenkívül a náci hatalomátvétel után a helyi orvos öngyilkosságot követett el, a postást pedig meggyilkolta a Gestapo. 
A három község önkormányzatát 1968-ban egyesítették.

## Lakosság
A großsteinbachi önkormányzat területén 2017 januárjában 1256 fő élt. A lakosságszám 2001-ben érte el csúcspontját 1357 fővel, azóta csökkenő tendenciát mutat. 2015-ben a helybeliek 97%-a volt osztrák állampolgár; a külföldiek közül 0,7% a régi (2004 előtti), 1,6% az új EU-tagállamokból érkezett. 2001-ben Hirnsdorfban a lakosok 96,2%-a római katolikusnak, 0,6% evangélikusnak, 1,1% muszlimnak, 1,5% pedig felekezet nélkülinek vallotta magát. Ugyanekkor 6 magyar élt a községben.

## Látnivalók
- a Mária Magdolna-plébániatemplomot először 1400-ban említik, mai késő barokk külsejét a 17. században nyerte el.
- az 1693-as plébánia
- Großhartmannsdorf Nepomuki Szt. János-kápolnája
- Kroisbach Szt. Flórián-kápolnája
- Stájerországban csak a község területén él a védett kockásliliom

## Fordítás
- Ez a szócikk részben vagy egészben  a   Großsteinbach című német Wikipédia-szócikk ezen változatának fordításán alapul.  Az eredeti cikk szerkesztőit annak laptörténete sorolja fel. Ez a jelzés csupán a megfogalmazás eredetét és a szerzői jogokat jelzi, nem szolgál a cikkben szereplő információk forrásmegjelöléseként.